# محمود عبد العزيز المجاهد
محمود عبد العزيز المجاهد هو مواطن يمني اعتقل إداريًا خارج نطاق القانون في معتقل غوانتانامو الأمريكي في كوبا لأكثر من عشر سنوات ونصف، من 11 يناير 2002 إلى 15 أغسطس 2016. رقم الاعتقال التسلسلي الخاص به هو 31، ولد في 1 أغسطس عام 1977 في تعز في اليمن.
كان محمود في أول فوج من المعتقلين في غوانتانامو وكان عددهم عشرين فرد، تم نقله إلى الإمارات العربية المتحدة مع أربعة رجال آخرين في 15 أغسطس 2016.